# Mole blanco
El mole blanco es un tipo de mole de la gastronomía de México. Este tipo de salsa espesada es preparada básicamente con una mezcla de ingredientes de colores claros.
Los elementos que se tuestan ligeramente son cacahuate sin piel, almendra sin piel, girasol, piñón blanco y tortilla de maíz blanco. Los elementos que se fríen en aceite son plátano en rebanadas, trozos de manzana, uvas pasas rubias, cebolla fileteada, trozos de chile güero y trozos de chile habanero. Estos ingredientes se muelen por partes en una licuadora o en un molcajete, agregando leche, chocolate blanco, y agua o caldo, junto a elementos sazonadores como dientes de ajo, clavos de olor, pimientas gordas, rajitas de canela y anís. Se obtiene un mole aromático, con sabor suave. 